# Plage de Gerondólakkos
La plage de Gerondólakkos (grec moderne : Παραλία Γεροντόλακκος) est une plage au sud-est de l'île grecque de Crète. C'est la plus méridionale des plages d'Ámpelos (Παραλίες της Αμπέλου) sur la côte de la mer Levantine. Elle appartient à la localité de Xerókambos (Ξερόκαμπος) de la commune de Sitia (Σητεία).

## Localisation et description
Gerondólakkos est située à l'extrémité nord-est de la petite péninsule de Trachilos (Ακρωτήριο Τράχηλος) avec au large, l'Île de Kefalí (Νησί Κεφαλή), haute d'un mètre, à environ 800 mètres au sud-est. Les bâtiments de la colonie dispersée de Xerókambos s'étendent sur environ 700 mètres à l'intérieur des terres au nord de la plage. Elle est bordée des deux côtés par des rochers bas qui s'enfoncent dans l'eau. Au nord-est de Gerondólakkos, il y a un passage à travers une brèche dans la roche jusqu'à la plage voisine d'Árgilos (Παραλία Άργιλος), et plus au nord se trouve les plages de Chióna (Παραλία Χιώνα), et d'Ámbelos (Παραλία Άμπελος). 

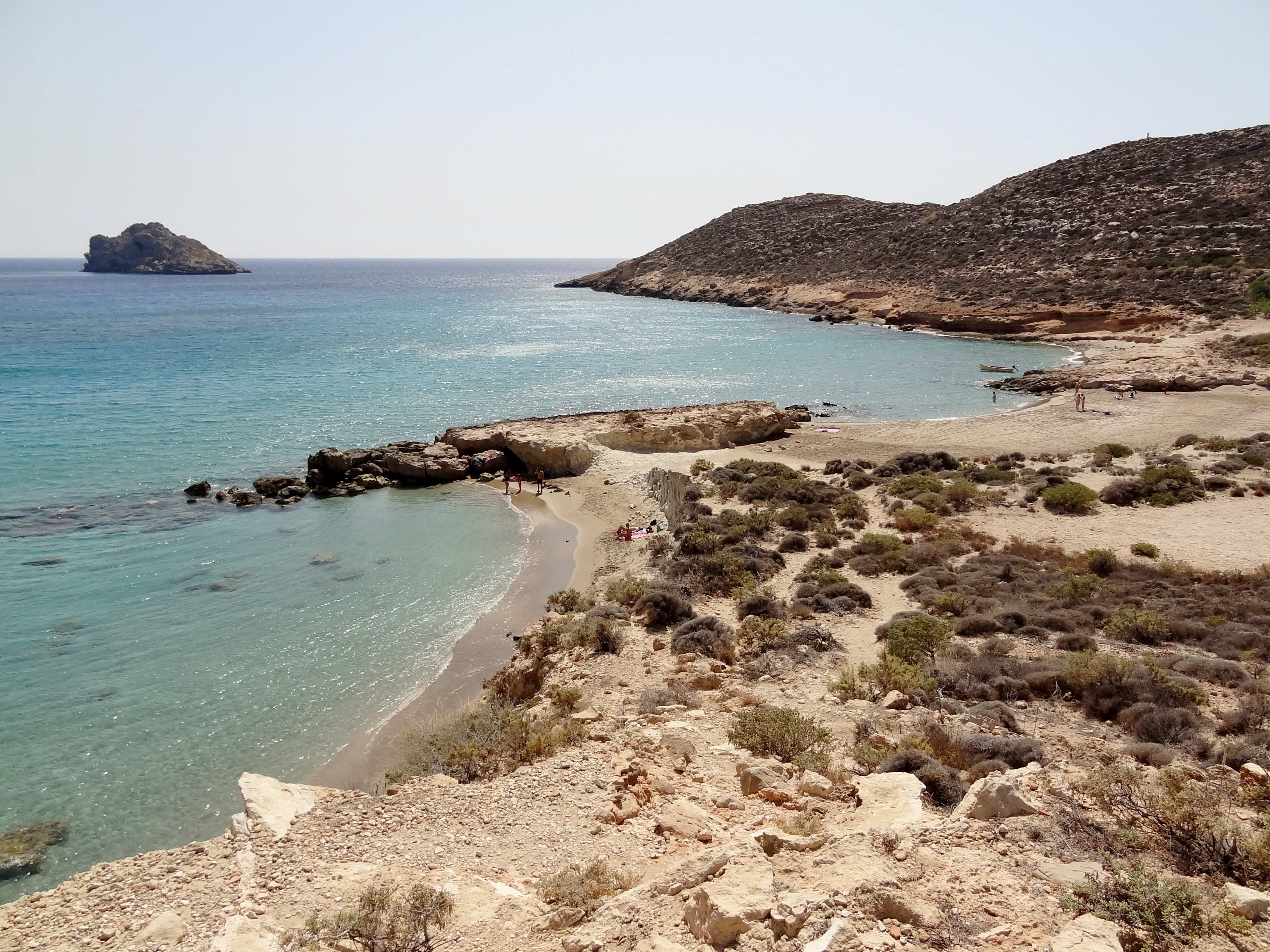

Depuis le nord-est de la plage, un sentier étroit mène à l'église du XIIe siècle, la petite église d'Ágios Nikólaos (Άγιος Νικόλαος), très endommagée, à 100 mètres au nord sur la colline Farmakokéfalo (Φαρμακοκέφαλο). Elle est construite sur les fondations de la colonie hellénistique de Xerókambos, qui dans l'Antiquité s'étendait sur toute la colline et n'a été fouillée qu'à quelques endroits. Les vestiges de la colonie, qui est en partie identifiée à l'antique Ámpelos, peuvent être visités sur la colline. La plage est également appelée Ágios Nikólaos d'après l'église, et le nom Gerondólakkos signifie « fosse sacrée ».
La plage de Gerondólakkos a une longueur d'environ 70 mètres, sa largeur maximale est de 30 mètres. La plage de sable, qui descend doucement dans la mer, est parsemée de rochers des deux côtés. Alors que les falaises derrière Árgilos protègent des forts vents du sud, Gerondólakkos y est exposé. Depuis 2010, la qualité de l'eau est régulièrement contrôlée conformément à la directive européenne sur les eaux de baignade et est systématiquement jugée excellente depuis 2012.

## Liens Web
- Alexandros Roniotis : Xerokambos Strand. Cretan Beaches, 2019.
- Γεροντόλακκος. In Sitia, 2018 (en grec et en anglais)

## Source de traduction
- (de) Cet article est partiellement ou en totalité issu de l’article de Wikipédia en allemand intitulé « Paralia Gerondolakkos » (voir la liste des auteurs).